# Mikraot Gedolot
Les Mikraot Gdolot (hébreu : מקראות גדולות « Grandes Lectures » ou « Grands Textes »), couramment appelées « Bibles rabbiniques », sont des éditions hébraïques de la Bible hébraïque qui comportent, outre le texte massorétique, les notes massorétiques et bibliographiques sur le texte, les principales traductions judéo-araméennes, et les commentaires bibliques des plus importants commentateurs dont les classiques Rachi, Ramban et Ibn Ezra, ainsi que le Rashbam. Inspirées des premières éditions du Talmud de Babylone, les Mikraot Gdolot présentent donc l’ensemble des éléments afférents au verset mais à la différence des anthologies, ces éléments sont soigneusement séparés, notamment par l’emploi de différentes polices, casses et fontes. C’est peut-être d’ailleurs l’emploi de caractères de plus grande taille pour le texte biblique qui aurait valu son nom à ce format.

## Histoire
La première Bible rabbinique voit le jour dans l’imprimerie vénitienne de Daniel Bomberg, plus connu pour son impression du Talmud de Babylone. Elle est éditée en 1516-17 par son mentor Felice da Prato, un Juif baptisé, qui prend pour modèle la Glossa ordinaria, imprimée quelque trente-cinq ans plus tôt. Cette édition sert de maquette à la plupart des éditions ultérieures jusqu’à présent mais elle ne rencontre pas le succès du Talmud car les Juifs critiquent le choix de l’éditeur, connu pour son activité missionnaire, et goûtent peu à l’imprimatur du pape requis par Bomberg pour faire connaître son œuvre. 
Une seconde édition doit donc être réalisée en 1525. Confiée aux soins du savant espagnol Jacob ben Hayim ibn Adoniya, considéré plus acceptable par tous les partis, elle sera pour cette raison plus influente. Bien qu’il ne possède pas les manuscrits de la meilleure qualité, Ben Hayim parvient à préparer un texte assez conforme au codex de Ben Asher, et celui-ci sera utilisé comme textus receptus pour la Bible du roi Jacques en 1611 ainsi que pour l’édition Reina-Valera. Il demeure cependant empli de coquilles qui, bien que techniques pour la plupart, induisent de nombreuses congrégations italiennes en erreur (notamment lors de la lecture annuelle du livre d’Esther, au cours de la fête de Pourim), et entraînent le besoin de corrections, notamment par Menahem di Lonzano. Nombre de correcteurs aggravent cependant le problème en pensant le résoudre, jusqu’à l’établissement d’un commentaire critique sur la Massore, le Minhat Shaï produit par Yedidya Nortzi. Par ailleurs, une certaine concurrence entraîne les éditeurs ultérieurs à rajouter des commentateurs à ceux qu’avait inclus Ben Hayim, en particulier des supercommentateurs sur les gloses de Rachi.
L’édition Ben Hayim demeure donc le modèle de référence jusqu’à la redécouverte du codex d’Alep dans sa quasi-intégralité.